# Hemeromyia washingtona
Hemeromyia washingtona is een vliegensoort uit de familie van de Carnidae. De wetenschappelijke naam van de soort is voor het eerst geldig gepubliceerd in 1913 door Melander.